# Bauhaus (byggemarkedskæde)
 For alternative betydninger, se Bauhaus. (Se også artikler, som begynder med Bauhaus)
Bauhaus AG er en tysk byggemarkedskæde med over 230 varehuse i 17 lande i 2013. Det har i dag sit hovedsæde i Belp, Schweiz.

## Historie
Det første varehus åbnede i Mannheim (Tyskland) i 1960.

## Danmark
Bauhaus kom til Danmark i 1988, hvor et eksisterende byggemarked i Kolding blev ombygget og åbnet. I 2024 er der i alt 19  varehuse i Danmark. 9 af disse varehuse har særskilt drive-in-afdeling. Siden 1997 har Bauhaus i Danmark været drevet af virksomheden Bauhaus Danmark, som er et datterselskab til den tyske byggematerialevirksomhed Bahag Baus.
| År   | By         | Areal     |  |
| ---- | ---------- | --------- |  |
| 1989 | Odense     | 12.500 m² |  |
| 1989 | Aalborg    | 20.000 m² |  |
| 1992 | Glostrup   | 12.500 m² |  |
| 1994 | Tilst      | 11.200 m² |  |
| 1996 | Esbjerg    | 5.000 m²  |  |
| 1999 | Næstved    | 6.700 m²  |  |
| 2000 | Holbæk     | 16.000 m² |  |
| 2003 | Vejle      | 8.200 m²  |  |
| 2005 | Viby       | 9.800 m²  |  |
| 2007 | Herning    | 11.300 m² |  |
| 2008 | Randers    | 13.900 m² |  |
| 2008 | Hjørring   | 13.000 m² |  |
| 2009 | Hillerød   | 14.200 m² |  |
| 2009 | Ishøj      | 15.500 m² |  |
| 2013 | Roskilde   | 15.000 m² |  |
| 2017 | Valby      | 12.500 m² |  |
| 2018 | Kolding    | 12.500 m² |  |
| 2019 | Gladsaxe   | 10.000 m² |  |
| 2022 | Sønderborg | 15.000 m² |  |

## Varehuse
| land     | Tyskland | Østrig | Danmark | Sverige | Tjekkiet | Finland | Spanien | Tyrkiet | Kroatien | Schweiz | Slovenien | Ungarn | Norge | Bulgarien | Estland | Holland | Island |
| -------- | -------- | ------ | ------- | ------- | -------- | ------- | ------- | ------- | -------- | ------- | --------- | ------ | ----- | --------- | ------- | ------- | ------ |
| varehuse | 135      | 21     | 19      | 15      | 6        | 5       | 5       | 5       | 3        | 2       | 2         | 2      | 2     | 1         | 1       | 1       | 1      |